# مارکوس پاویچ
مارکوس پاویچ (انگلیسی: Markus Pavić؛ زادهٔ ۲۶ مارس ۱۹۹۵) بازیکن فوتبال اهل اتریش است.
از باشگاه‌هایی که در آن بازی کرده‌است می‌توان به باشگاه فوتبال آدمیرا واکر مودلینگ اشاره کرد.